# Louder Than Life
Louder Than Life ist ein seit 2014 ausgetragenes US-amerikanisches Rock- und Metal-Festival, dass in Louisville, Kentucky ausgetragen wird. Veranstaltet wird das Festival von der Firma Danny Wimmer Presents, die auch die Festivals Aftershock, Chicago Open Air, Epicenter, Welcome to Rockville und viele andere veranstaltet.
Das Festival begann als zweitägige Veranstaltung im Champions Park. Im Jahre 2018 sollte das Festival erstmals über drei Tage stattfinden. Schlechtes Wetter sorgte dafür, dass das Festival abgesagt werden musste. 2019 fand das Festival schließlich erstmals über drei Tage statt und zog auf das Highland Festival Grounds beim Kentucky Exposition Center um. Mit 128.000 Zuschauern wurde das Louder Than Life zum größten Rockfestival der USA.

## Bands

### 2014
36.826 Zuschauer sahen das zweitägige Festival im Champions Park.
| 4. Oktober                                                                                                | 4. Oktober                                            | 4. Oktober                                                   |
| Monster Stage South                                                                                       | Monster Stage North                                   | Marshall Headphones Stage                                    |
| --- | ----------------------------------------------------- | ------------------------------------------------------------ |
| Judas Priest Stone Temple Pilots & Chester Bennington Alter Bridge Theory of a Deadman Pop Evil Otherwise | Korn Limp Bizkit Mastodon Steel Panther Fuel Nonpoint | Memphis May Fire Miss May I Thousand Foot Krutch Wilson Fuel |

| 5. Oktober                                                              | 5. Oktober                                                                                      | 5. Oktober                                                 |
| Monster Stage South                                                     | Monster Stage North                                                                             | Marshall Headphones Stage                                  |
| ----------------------------------------------------------------------- | ----------------------------------------------------------------------------------------------- | ---------------------------------------------------------- |
| Kid Rock Papa Roach A Day to Remember Buckcherry Hellyeah Monster Truck | Five Finger Death Punch Volbeat Bring Me the Horizon P.O.D. Nothing More Crobot The New Black 7 | Choidos Motionless in White Butcher Babies Avatar Islander |

### 2015
Über 50.000 Zuschauer sahen das zweitägige Festival im Champions Park.
| 3. Oktober                                                                      | 3. Oktober                                                     | 3. Oktober                                                  | 3. Oktober                                       |
| Monster Stage South                                                             | Monster Stage North                                            | Monster Stage East                                          | Jägermeister Mobile Stage                        |
| ------------------------------------------------------------------------------- | -------------------------------------------------------------- | ----------------------------------------------------------- | ------------------------------------------------ |
| Rob Zombie Bring Me the Horizon Hollywood Undead Beartooth Trivium Art of Dying | Godsmack Seether Atreyu Saint Asonia Butcher Babies Jelly Roll | Chevelle Sevendust Tremonti Starset Red Sun Rising Raveneye | Issues Aranda Like a Storm Cliver Romantic Rebel |

| 3. Oktober                                                                                                  | 3. Oktober                                                                                      | 3. Oktober                                                                               | 3. Oktober                                                          |
| Monster Stage South                                                                                         | Monster Stage North                                                                             | Monster Stage East                                                                       | Jägermeister Mobile Stage                                           |
| --- | ----------------------------------------------------------------------------------------------- | ---------------------------------------------------------------------------------------- | ------------------------------------------------------------------- |
| ZZ Top Slash feat. Myles Kennedy & The Conspirators Black Stone Cherry Hinder Nothing More The Color Morale | Shinedown Breaking Benjamin Collective Soul 10 Years Tyler Bryant & The Shakedown Whiskey Myers | Lynyrd Skynyrd 3 Doors Down Skid Row The Kentucky Headhunters We Are Harlot Goodbye June | We Came as Romans Turbowolf Flaw The Glorious Sons All Them Witches |

### 2016
50.000 Zuschauer sahen das zweitägige Festival im Champions Park.
| 1. Oktober                                                                         | 1. Oktober                                                      | 1. Oktober                                                                          |
| Monster Energy Stage                                                               | Loudmouth Stage                                                 | Zorn Stage                                                                          |
| ---------------------------------------------------------------------------------- | --------------------------------------------------------------- | ----------------------------------------------------------------------------------- |
| Avenged Sevenfold The Cult Anthrax Motionless in White Neck Deep Twelve Foot Ninja | Slayer Pierce the Veil Hellyeah The Amity Affliction Avatar ’68 | Cheap Trick Chevy Metal Sick Puppies Being as an Ocean Dinosaur Pile-Up Bishop Gunn |

| 2. Oktober                                                         | 2. Oktober                                            | 2. Oktober                                         |
| Monster Energy Stage                                               | Loudmouth Stage                                       | Zorn Stage                                         |
| ------------------------------------------------------------------ | ----------------------------------------------------- | -------------------------------------------------- |
| Slipknot Korn Alter Bridge Sevendust Parkway Drive Skindred Crobot | Disturbed Ghost Skillet Pop Evil Trivium Adelitas Way | Clutch Kyng Sabaton Smashing Satellites Them Evils |

### 2017
Über 60.000 Zuschauer sahen das zweitägige Festival im Champions Park.
| 30. September | 30. September                                                                                 | 30. September                                                  |
| Monster Energy Stage | Loudmouth Stage                                                                               | Zorn Stage                                                     |
| --- | --------------------------------------------------------------------------------------------- | -------------------------------------------------------------- |
| Ozzy Osbourne feat. Zakk Wylde Rob Zombie Halestorm Hollywood Undead Of Mice & Men Sleeping with Sirens For We Are Many | Five Finger Death Punch Mastodon Gojira Eagles of Death Metal Starset New Years Day Palisades | Steel Panther Fire from the Gods Through Fire Ded He Is Legend |

| 1. Oktober                                                                    | 1. Oktober                                                                    | 1. Oktober                                               |
| Monster Energy Stage                                                          | Loudmouth Stage                                                               | Zorn Stage                                               |
| ----------------------------------------------------------------------------- | ----------------------------------------------------------------------------- | -------------------------------------------------------- |
| Prophets of Rage Rise Against Thrice Falling in Reverse Beartooth Joyous Wolf | Incubus Stone Sour The Pretty Reckless Nothing More Greta Van Fleet Black Map | In This Moment Lacuna Coil Radkey Ocean Grove ’68 Biters |

### 2018
Wenige Tage vor der geplanten Austragung musste das Festival wegen schlechten Wetters abgesagt werden. Langanhaltender Regen und Überflutungen sorgten dafür, dass das Festivalgelände unsicher wurde.
| 28. September                                                                                       | 28. September                                                                         | 28. September                                                             |
| Monster Energy Stage                                                                                | Loudmouth Stage                                                                       | Zorn Stage                                                                |
| --------------------------------------------------------------------------------------------------- | ------------------------------------------------------------------------------------- | ------------------------------------------------------------------------- |
| Limp Bizkit Slash feat. Myles Kennedy and the Conspirators Skillet Underoath Tremonti Hyro the Hero | Alice in Chains Breaking Benjamin Seether Black Stone Cherry Red Sun Rising Badflower | Suicidal Tendencies Turnstile Jelly Roll Skyharbor Islander True Villians |

| 29. September                                                                                 | 29. September                                                                              | 29. September                                                          |
| Monster Energy Stage                                                                          | Loudmouth Stage                                                                            | Zorn Stage                                                             |
| --------------------------------------------------------------------------------------------- | ------------------------------------------------------------------------------------------ | ---------------------------------------------------------------------- |
| Five Finger Death Punch Bush Vinnie Paul All-Star Tribute Pop Evil Sick Puppies Awake at Last | Godsmack Shinedown Bullet for My Valentine Sevendust From Ashes to New Cane Hill The Jacks | Body Count Gwar Dance Gavin Dance Bad Omens Blacktop Mojo Stone Broken |

| 30. September                                               | 30. September                                                       | 30. September                                             |
| Monster Energy Stage                                        | Loudmouth Stage                                                     | Zorn Stage                                                |
| ----------------------------------------------------------- | ------------------------------------------------------------------- | --------------------------------------------------------- |
| Deftones Billy Idol Clutch Asking Alexandria Monster Magnet | Nine Inch Nails Primus Ice Cube Glassjaw The Sword The Breton Sound | Action Bronson Yelawolf Fever 333 The Dose Anemic Royalty |

### 2019
Das erstmals über drei Tage ausgetragene Festival zog 128.000 Zuschauer an, womit das Louder Than Life zum größten Rockfestival der Vereinigten Staaten wurde. Austragungsort war erstmals das Highland Festival Grounds beim Kentucky Exposition Center.
| 27. September                                                   | 27. September                                                                             | 27. September                                                                             |
| Barrel Stage                                                    | Oak Stage                                                                                 | Loudmouth Stage                                                                           |
| --------------------------------------------------------------- | ----------------------------------------------------------------------------------------- | ----------------------------------------------------------------------------------------- |
| Slipknot A Day to Remember I Prevail Motionless in White Wilson | Staind Chevelle Beartooth Philip H. Anselmo & The Illegals New Years Day All Them Witches | Gwar Frank Carter & The Rattlesnakes The Crystal Method Crown Lands Dead Posey Santa Cruz |

| 28. September                                                                                     | 28. September                                                            | 28. September                                                                    |
| Barrel Stage                                                                                      | Oak Stage                                                                | Loudmouth Stage                                                                  |
| ------------------------------------------------------------------------------------------------- | ------------------------------------------------------------------------ | -------------------------------------------------------------------------------- |
| Guns n’ Roses Ice Cube Dropkick Murphys Suicidal Tendencies Anti-Flag Dirty Honey Amigo the Devil | Godsmack Halestorm Stone Temple Pilots Badflower Parlor Mob Like a Storm | Melvins Andrew W.K. Knocked Loose Redd Kross Jelly Roll Junkbunny The Pink Slips |

| 29. September                                                         | 29. September                                                     | 29. September                                                       |
| Barrel Stage                                                          | Oak Stage                                                         | Loudmouth Stage                                                     |
| --------------------------------------------------------------------- | ----------------------------------------------------------------- | ------------------------------------------------------------------- |
| Disturbed Marilyn Manson In This Moment Demon Hunter Ded Sick Puppies | Rob Zombie Breaking Benjamin Three Days Grace Sum 41 White Reaper | Deadland Ritual Ho99o9 Angel Du$t Fire from the Gods Anemic Royalty |

### 2021
Nachdem das Festival im Vorjahr wegen der COVID-19-Pandemie abgesagt werden musste, wurde es für 2021 auf vier Tage ausgedehnt.
| 23. September                                               | 23. September                             | 23. September                                                                  |
| Space Zebra Stage                                           | Loudmouth Stage                           | Disruptor Stage                                                                |
| ----------------------------------------------------------- | ----------------------------------------- | ------------------------------------------------------------------------------ |
| Staind Beartooth Wage War Escape the Fate Another Day Dawns | Korn Cypress Hill Anthrax Sevendust Avoid | Knocked Loose Memphis May Fire Zero 9:36 Jeris Johnson Currents Blame My Youth |

| 24. September                                                             | 24. September                                             | 24. September                                                |
| Space Zebra Stage                                                         | Loudmouth Stage                                           | Disruptor Stage                                              |
| ------------------------------------------------------------------------- | --------------------------------------------------------- | ------------------------------------------------------------ |
| Metallica Rise Against Killswitch Engage Avatar Cleopatrick South of Eden | Jane’s Addiction Gojira Starset Fever 333 ’68 Joyous Wolf | Turnstile Dead Sara The Violent Contraclut Collective Tallah |

| 25. September                                                            | 25. September                                                  | 25. September                                                                    |
| Space Zebra Stage                                                        | Loudmouth Stage                                                | Disruptor Stage                                                                  |
| ------------------------------------------------------------------------ | -------------------------------------------------------------- | -------------------------------------------------------------------------------- |
| Machine Gun Kelly Falling in Reverse Atreyu Ice Nine Kills Spiritbox Red | Disturbed Volbeat Asking Alexandria Grandson Bones UK Diamante | Suicidal Tendencies Code Orange Butcher Babies Dana Dentata Unity TX Siiickbrain |

| 26. September                                                     | 26. September                                              | 26. September                                                              |
| Space Zebra Stage                                                 | Loudmouth Stage                                            | Disruptor Stage                                                            |
| ----------------------------------------------------------------- | ---------------------------------------------------------- | -------------------------------------------------------------------------- |
| Metallica Breaking Benjamin Pennywise The Hu Tremonti Ayron Jones | Judas Priest Seether Skillet Badflower Fozzy Like Machines | Sabaton Every Time I Die From Ashes to New Teenage Wrist Dead Poet Society |

### 2022
Erneut wurde das Festival über vier Tage ausgetragen. Es gab jedoch eine Erweiterung von drei auf fünf Bühnen, wobei auf der fünften Bühne ausschließlich Newcomerbands spielten.
| 22. September                                                                    | 22. September                                                         | 22. September                                                                      | 22. September                                                                      |
| Space Zebra Stage                                                                | Loudmouth Stage                                                       | Disruptor Stage                                                                    | Revolver Stage                                                                     |
| -------------------------------------------------------------------------------- | --------------------------------------------------------------------- | ---------------------------------------------------------------------------------- | ---------------------------------------------------------------------------------- |
| Nine Inch Nails Evanescence Highly Suspect Nothing More Dorothy Maggie Lindemann | Bring Me the Horizon Halestorm Yungblud Spiritbox New Years Day Plush | Tenacious D Ho99o9 Giovannie and the Hired Guns Lilith Czar Mothica Eva Under Fire | Ministry Apocalyptica Royal & The Serpent Taipei Houston Superbloom The Dead Deads |

| 23. September                                                           | 23. September                                                             | 23. September                                                           | 23. September                                                      |
| Space Zebra Stage                                                       | Loudmouth Stage                                                           | Disruptor Stage                                                         | Revolver Stage                                                     |
| ----------------------------------------------------------------------- | ------------------------------------------------------------------------- | ----------------------------------------------------------------------- | ------------------------------------------------------------------ |
| Slipknot Lamb of God Highly Suspect In This Moment In Flames Ded Vended | Shinedown Mastodon Clutch Amigo the Devil All Good Things Ego Kill Talent | Meshuggah Baroness Crown the Empire Mike’s Dead Archetypes Collide Aeir | Gwar Helmet Suicide Silence Poorstacy Orbit Culture The Luka State |

| 24. September                                                 | 24. September                                                 | 24. September                                                    | 24. September                                                          |
| Space Zebra Stage                                             | Loudmouth Stage                                               | Disruptor Stage                                                  | Revolver Stage                                                         |
| ------------------------------------------------------------- | ------------------------------------------------------------- | ---------------------------------------------------------------- | ---------------------------------------------------------------------- |
| Kiss Alice Cooper Ghostemane Sevendust Tetrarch Redlight King | Rob Zombie Chevelle Jerry Cantrell Pop Evil Airbourne Solence | Body Count Ill Niño Cherry Bombs Wargasm The Alive Dropout Kings | Theory of a Deadman We Came as Romans D.R.U.G.S. Trash Boat Bloodywood |

| 25. September                                                                   | 25. September                                                                      | 25. September                                                                             | 25. September                                                  |
| Space Zebra Stage                                                               | Loudmouth Stage                                                                    | Disruptor Stage                                                                           | Revolver Stage                                                 |
| ------------------------------------------------------------------------------- | ---------------------------------------------------------------------------------- | ----------------------------------------------------------------------------------------- | -------------------------------------------------------------- |
| Red Hot Chili Peppers Incubus The Pretty Reckless The Struts Dirty Honey Radkey | Alice in Chains Papa Roach Jelly Roll The Joy Formidable The Warning The Strangers | Action Bronson Bayside Joey Valence & Brae Carolesdaughter The Native Howl The Mysterines | Bad Religion Anti-Flag Oxymorrons Crown Lands Shaman’s Harvest |

### 2023
Erneut wurde das Festival über vier Tage auf fünf Bühnen ausgetragen. 
| 21. September                                                        | 21. September                                                                 | 21. September                                            | 21. September                                             |
| Space Zebra Stage                                                    | Loudmouth Stage                                                               | Disruptor Stage                                          | Revolver Stage                                            |
| -------------------------------------------------------------------- | ----------------------------------------------------------------------------- | -------------------------------------------------------- | --------------------------------------------------------- |
| Weezer 311 Royal Blood Nothing but Thieves Call Me Karizma Tigerclub | Foo Fighters Rancid Coheed and Cambria White Reaper Mannequin Pussy Pinkshift | Code Orange L7 Sueco Starcrawler Guerrilla Warfare Asava | Deafheaven nothing, nowhere. Kid Kapichi Kyng Starbenders |

| 22. September                                                    | 22. September                                         | 22. September                                      | 22. September                                        |
| Space Zebra Stage                                                | Loudmouth Stage                                       | Disruptor Stage                                    | Revolver Stage                                       |
| ---------------------------------------------------------------- | ----------------------------------------------------- | -------------------------------------------------- | ---------------------------------------------------- |
| Tool Limp Bizkit Corey Taylor Wage War Fame on Fire Austin Meade | Godsmack Megadeth Bad Omens Avatar Wargasm Flat Black | Dance Gavin Dance Kittie ten56. SIM Gnome Fox Lake | Fever 333 Miss May I Tallah Hanabie Widow7 Luna Aura |

| 23. September                                                              | 23. September                                                                                      | 23. September                                                               | 23. September                                                           |
| Space Zebra Stage                                                          | Loudmouth Stage                                                                                    | Disruptor Stage                                                             | Revolver Stage                                                          |
| -------------------------------------------------------------------------- | -------------------------------------------------------------------------------------------------- | --------------------------------------------------------------------------- | ----------------------------------------------------------------------- |
| Pantera Pierce the Veil Babymetal The Hu Suicide Silence Another Day Dawns | Avenged Sevenfold Falling in Reverse Parkway Drive Asking Alexandria Memphis May Fire Strange Kids | The Amity Affliction Dethklok Gideon Afterlife Ithaca Reach NYC Dissonation | Sleep Token Whitechapel Zero 9:36 Kim Dracula Dragged Under Devil’s Cut |

| 24. September                                                          | 24. September                                                                               | 24. September                                                              | 24. September                                                                 |
| Space Zebra Stage                                                      | Loudmouth Stage                                                                             | Disruptor Stage                                                            | Revolver Stage                                                                |
| ---------------------------------------------------------------------- | ------------------------------------------------------------------------------------------- | -------------------------------------------------------------------------- | ----------------------------------------------------------------------------- |
| Green Day Turnstile The Interrupters Rival Sons Boston Manor Holy Wars | Queens of the Stone Age Run the Jewels Flogging Molly Awolnation Senses Fail Thousand Below | Mayday Parade Viagra Boys Rain City Drive Sleep Theory Letdown As You Were | Billy Talent Death by Romy Jehnny Beth The Bronx Reddstar Death Valley Dreams |

### 2024
Erneut wurde das Festival über vier Tage auf fünf Bühnen ausgetragen. Sämtliche Konzerte am 27. September mussten witterungsbedingt ausfallen.
| 26. September                                                                         | 26. September                                                                                | 26. September                                                        | 26. September                                                           | 26. September                                                                    |
| Main Stage 1                                                                          | Main Stage 2                                                                                 | Decibel Stage                                                        | Reverb Stage                                                            | Loudmouth Stage                                                                  |
| ------------------------------------------------------------------------------------- | -------------------------------------------------------------------------------------------- | -------------------------------------------------------------------- | ----------------------------------------------------------------------- | -------------------------------------------------------------------------------- |
| Slipknot The Offspring Seether Badflower Fit for a King Point North Dead Poet Society | Five Finger Death Punch Halestorm Highly Suspect Starset The Warning Finger Eleven Reach NYC | Sum 41 Marky Ramone Bob Vylan Brutus Touché Amoré Orgy Teen Mortgage | Saosin Pup Militarie Gun Holding Absence Slothrust Mike’s Dead Soul Glo | D.R.U.G.S. Veil of Maya Kneecap Blame My Youth Deadlands Budderside Jigsaw Youth |

| 27. September                                                                     | 27. September                                                                         | 27. September                                                                   | 27. September                                                             | 27. September                                                       |
| Main Stage 1                                                                      | Main Stage 2                                                                          | Decibel Stage                                                                   | Reverb Stage                                                              | Loudmouth Stage                                                     |
| --------------------------------------------------------------------------------- | ------------------------------------------------------------------------------------- | ------------------------------------------------------------------------------- | ------------------------------------------------------------------------- | ------------------------------------------------------------------- |
| Slayer Till Lindemann Anthrax Sevendust Black Stone Cherry Nonpoint New Years Day | Evanescence In This Moment Clutch Fozzy From Ashes to New Alien Ant Farm Like a Storm | Tom Morello Grandson Show Me the Body Set It Off The Chisel Powerman 5000 Adema | Lorna Shore Fugitive Whitechapel Holy Fawn Gel Return to Dust Silly Goose | Juliette Lewis & The Licks Ho99o9 High Vis Ekoh Caskets Jager Henry |

| 28. September                                                                       | 28. September                                                              | 28. September                                                      | 28. September                                                                | 28. September                                                    |
| Main Stage 1                                                                        | Main Stage 2                                                               | Decibel Stage                                                      | Reverb Stage                                                                 | Loudmouth Stage                                                  |
| ----------------------------------------------------------------------------------- | -------------------------------------------------------------------------- | ------------------------------------------------------------------ | ---------------------------------------------------------------------------- | ---------------------------------------------------------------- |
| Mötley Crüe Falling in Reverse Dropkick Murphys Nothing More Filter Tim Montana CKY | Disturbed Chevelle Skillet Sleeping with Sirens P.O.D. Lilith Czar Local H | Mastodon L.S. Dunes Joey Valence & Brae The Armed Tantric Unity TX | Body Count Three 6 Mafia Better Lovers Citizen Soldier Any Given Sin Damnage | Health Ill Niño The Funeral Portrait Lo Spirit Hemorage Lowlives |

| 29. September                                                                              | 29. September                                             | 29. September                                                                     | 29. September                                                      | 29. September                                 |
| Main Stage 1                                                                               | Main Stage 2                                              | Decibel Stage                                                                     | Reverb Stage                                                       | Loudmouth Stage                               |
| ------------------------------------------------------------------------------------------ | --------------------------------------------------------- | --------------------------------------------------------------------------------- | ------------------------------------------------------------------ | --------------------------------------------- |
| Korn Breaking Benjamin Gojira Spiritbox Eagles of Death Metal Oxymorrons (hed)p.e. Taproot | Judas Priest Staind Architects Poppy Saliva Drowning Pool | Jinjer Polaris Drug Church Winona Fighter Royale Lynn Project MishraM As You Were | Biohazard Pain of Truth Narrow Head Descartes a Kant Silent Planet | Sponge Red Nerv Black Map Self Deception Gozu |